# Berlin-Rummelsbourg
Berlin-Rummelsbourg (Berlin-Rummelsburg ) est un quartier de Berlin, faisant partie de l'arrondissement de Lichtenberg. Avant la réforme de l'administration de 2001, il faisait partie du district de Lichtenberg.

## Géographie

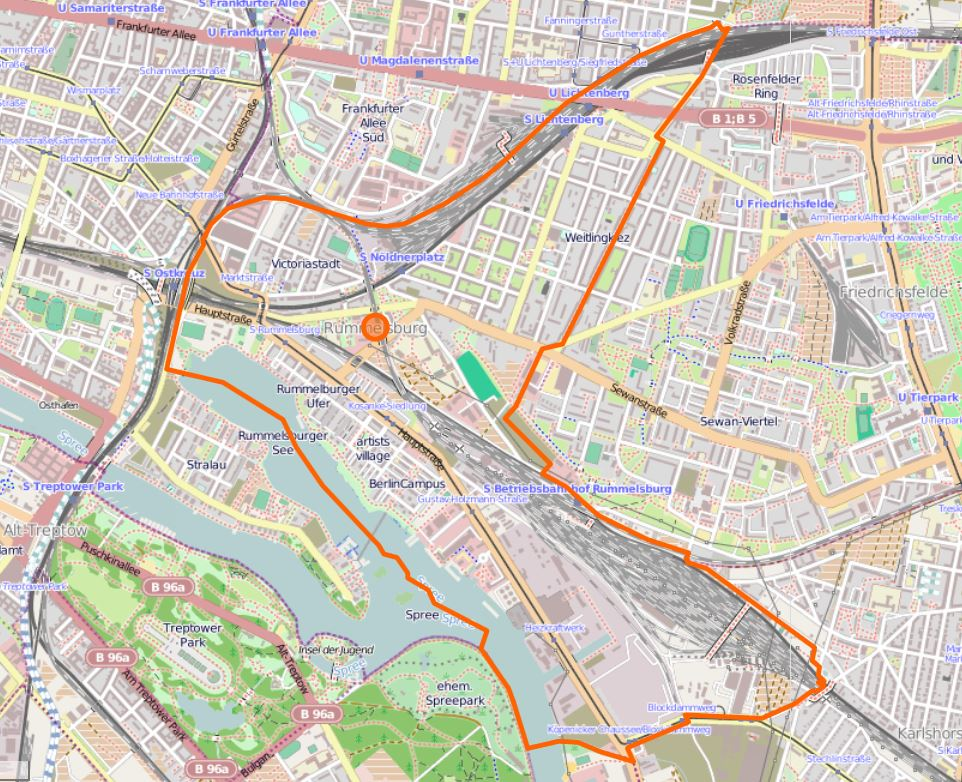
Plan du quartier.

Le quartier s'étend sur la rive nord d'une baie de la rivière Sprée, nommée lac de Rummelsbourg, une destination de loisirs populaire à l'est du centre-ville de Berlin. À l'ouest il confine à l'arrondissement de Friedrichshain-Kreuzberg, séparé par les voies du Ringbahn et la gare de Berlin Ostkreuz. Au nord, la ligne de Prusse-Orientale le sépare du quartier de Lichtenberg. Vers l'est, Rummelsbourg confine aux quartiers de Friedrichsfelde et de Karlshorst ; au sud, la Sprée le sépare de l'arrondissement de Treptow-Köpenick. 
La ligne de chemin de fer de Berlin à Wrocław traverse le quartier via la gare de Berlin-Rummelsbourg. La Bundesstraße 1 et 5 passe l'extrémité nord-est du district. L'aménagement de terrain comprend la Victoriastadt au nord-ouest, du Gründerzeit vers 1900, ainsi que la zone résidentielle autour de la rue Weitlingstraße avec de nombreux magasins et supermarchés au nord-est. Dans le sud, au bord du lac de Rummelsbourg, divers espaces d'habitation sont apparus ces dernières années. Au sud-est du quartier se trouve le terrain de la centrale thermique de Klingenberg qui approvisionne en électricité et en chauffage quelque 300 000 ménages de Berlin. 

## Population
Le quartier comptait 23 144 habitants le 1er janvier 2017 selon le registre des déclarations domiciliaires.

## Histoire

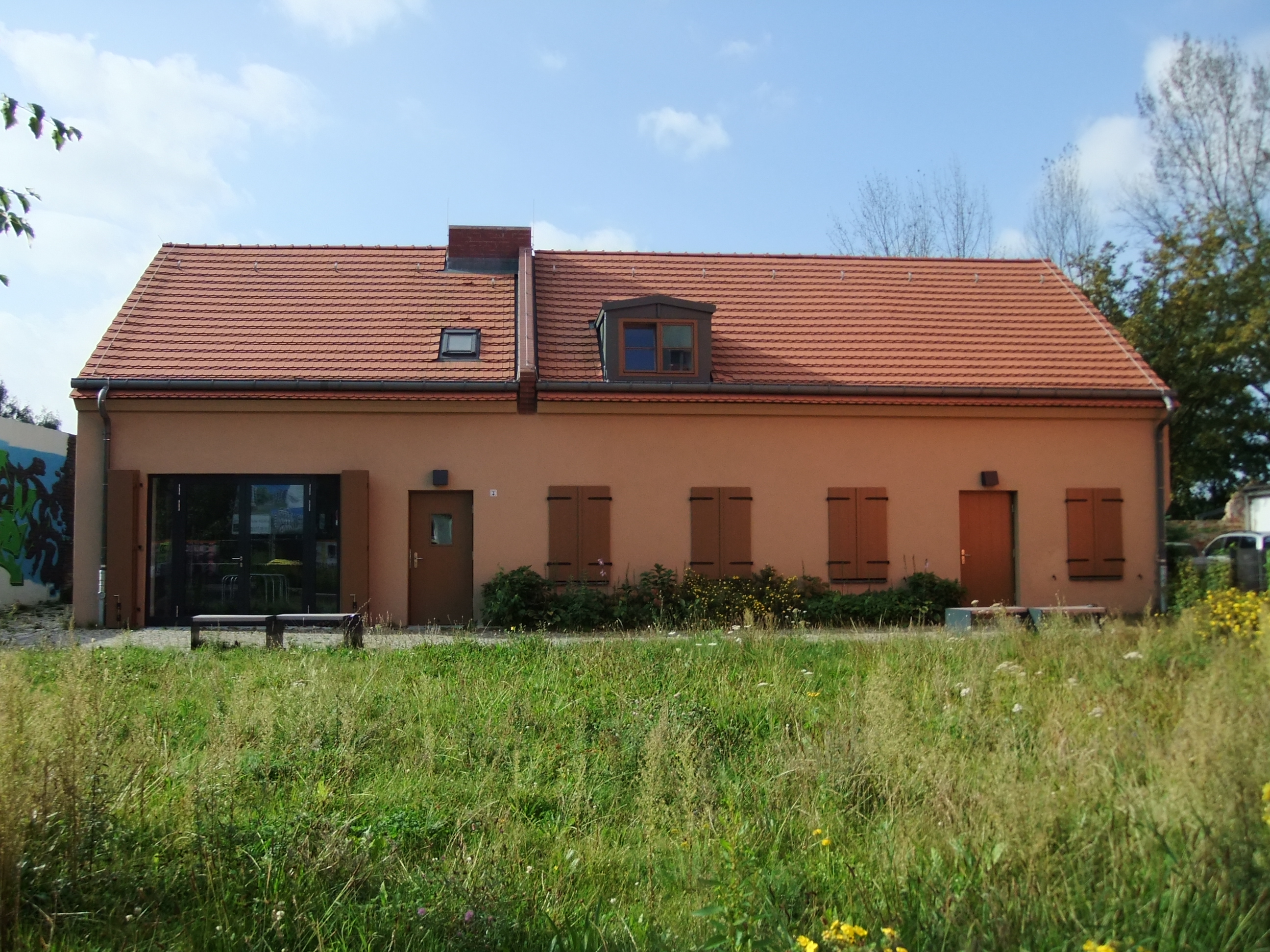
L'une des plus anciennes maisons préservées de la colonie Kietz.

Le paysage de prairies à l'est de la cité de Berlin resta tout d'abord inhabité. En 1669, une usine des briques existait au bord de la Sprée ; plus tard, une laiterie est bâtie sur le terrain. Le nom de Rummelsbourg provient d'un restaurateur qui y a ouvert une auberge. La première colonie nommée Kietz vit jour à partir de 1783. 

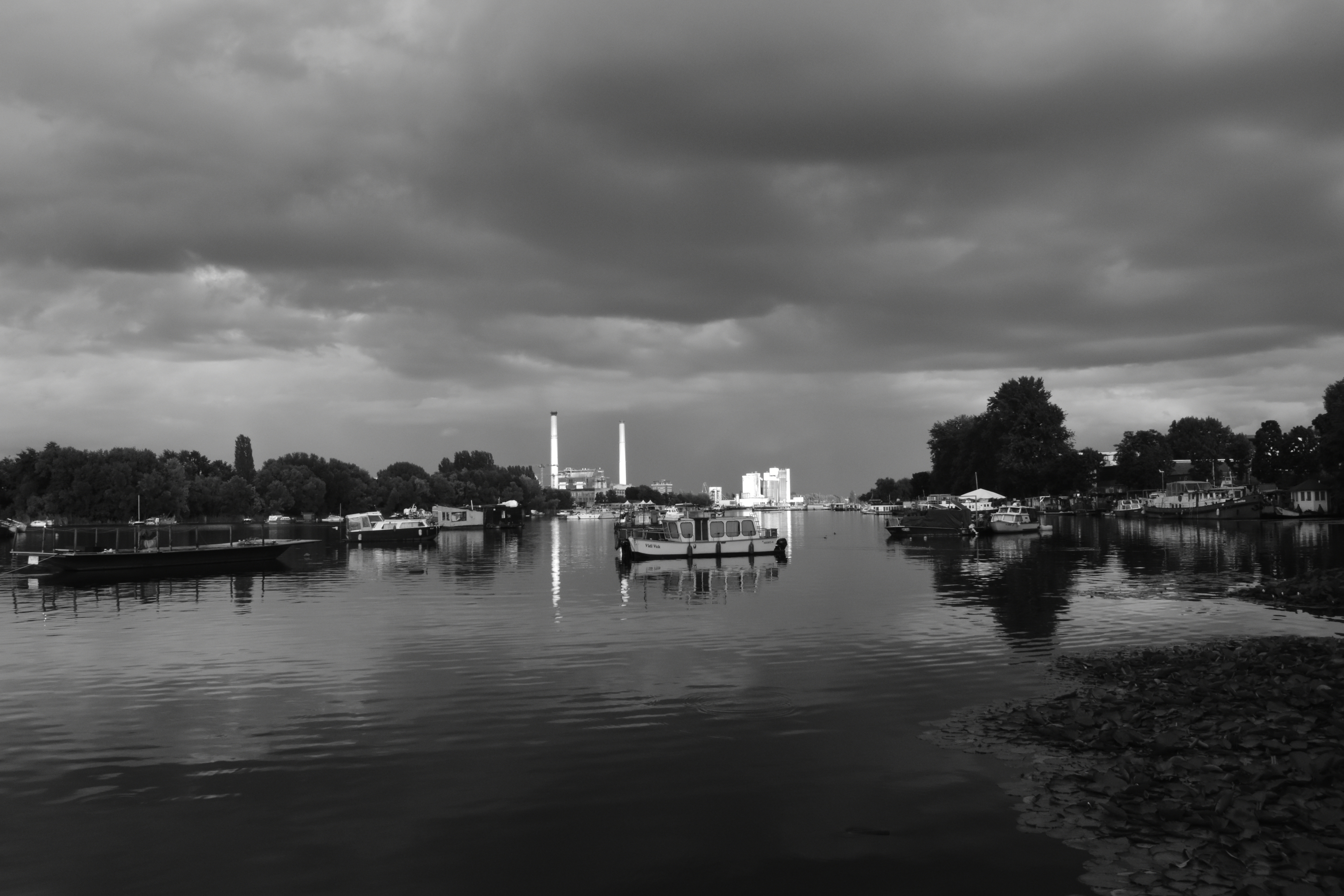
Le lac de Rummelsbourg, entre deux averses, en 2023.

En 1867 la société Agfa (Gesellschaft für Anilinfabrikation) a été fondée comme fabrique de colorants par Paul Mendelssohn Bartholdy et Carl Alexander von Martius à Rummelsbourg. La fondation de l'entreprise de Knorr-Bremse s'ensuivit en 1905.
En 1869, la municipalité de Boxhagen-Rummelsburg s'étendant aux deux côtés du Ringbahn a été fondée. L'explosion démographique dans la région de Berlin pendant les années qui précédèrent la Première Guerre mondiale a mené à une urbanisation dense dans le quartier. L'église du Rédempteur a été construite de 1890 à 1892. Le terrain fut rattaché à la ville de Lichtenberg en 1912 ; le district de Lichtenberg de Grand Berlin fut créé en 1920.

## Transports

### Gares de S-Bahn
| : Ostkreuz Rummelsbourg Dépôt de Rummelsbourg | Ringbahn : Ostkreuz | : Ostkreuz Nöldnerplatz Lichtenberg |

### Stations de métro
:
Lichtenberg

## Personnalités liées à Rummelsbourg
- Heinrich Zille (1858–1929), graphiste et peintre, a vécu plusieurs années dans ce quartier ;
- Margarete Steffin (1908–1941), actrice et écrivaine.